# Курти, Фернан
| Открытые астероиды: 2 | Открытые астероиды: 2 |
| --------------------- | --------------------- |
| (384) Бурдигала       | 11 февраля 1894       |
| (387) Аквитания       | 5 марта 1894          |

Фернан Курти (фр. Fernand Courty; 11 июня 1861 — 12 октября 1921) — французский астроном и первооткрыватель астероидов, который работал во Франции в обсерватории Бордо, с момента её основания в 1880 году Georges Rayet, в качестве помощника астронома. В феврале и в марте 1984 года им было открыто два астероида. Он также занимался метеорологическими измерениями.